# Antiesen

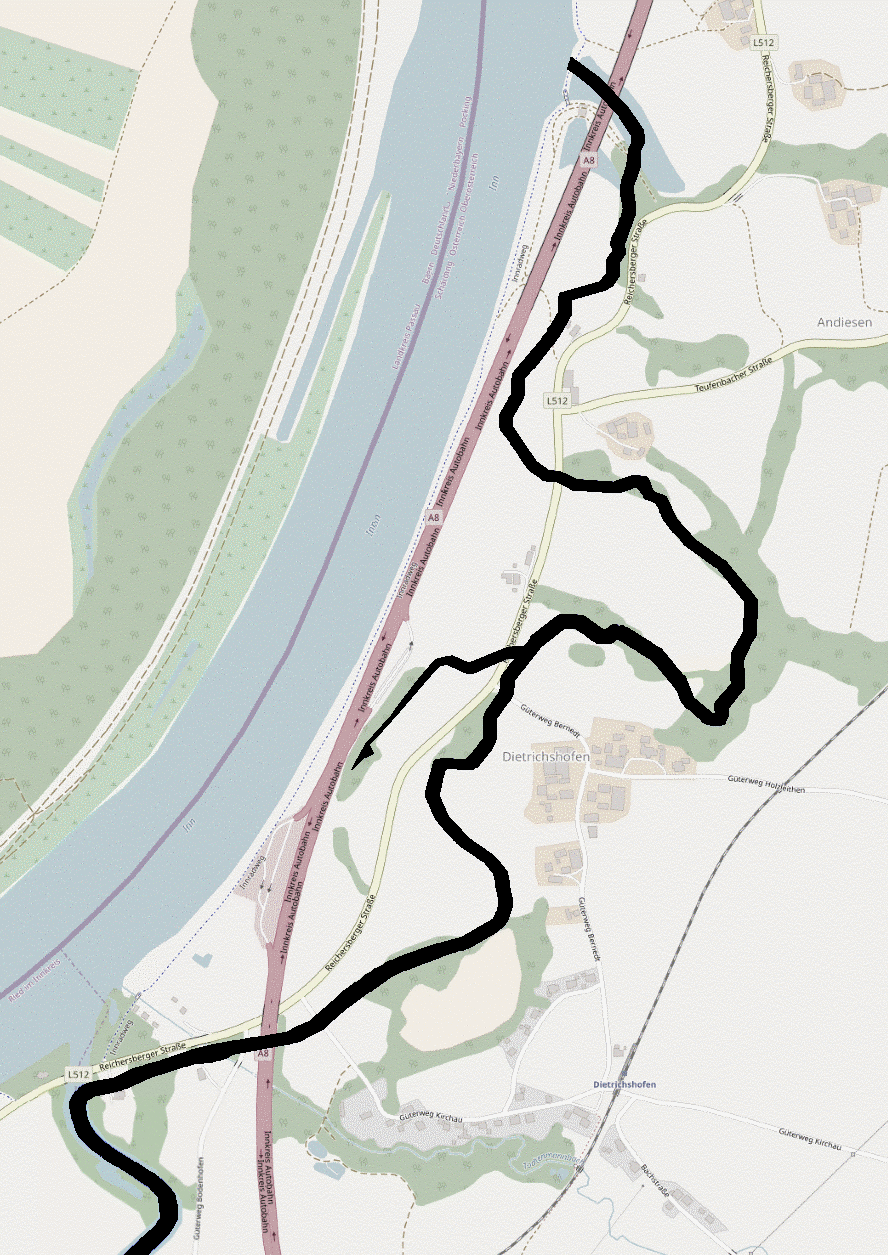
Rekonstruktion des unteren Flusslaufs der Antiesen bis zum Jahr 1612

Die Antiesen ist ein Fluss im oberösterreichischen Bezirk Ried im Innkreis mit einer Länge von etwa 42 Kilometern.

## Lauf und Landschaft
Die Antiesen entspringt im südlichen Gemeindegebiet von Eberschwang an der Grenze zu Frankenburg am Hausruck, nördlich von Ampflwang im Hausruckwald an der Nordabdachung des Hausrucks auf etwa 650 m Seehöhe oberhalb der Ortschaft Illing. Unmittelbar nach ihrer Quelle bildet sie für einige Hundert Meter die Grenze zum Bezirk Vöcklabruck und fließt anschließend nördlich bis nordwestlicher Richtung, durch das Inn- und Hausruckviertler Hügelland.
Nach etwa 15 km umfließt sie die Stadt Ried im Innkreis nördlich und erreicht das Inntal bei St. Martin im Innkreis, wo sie die Gemeinde in die Ortsteile Diesseits und Jenseits teilt. Ab Ort im Innkreis folgt ihrem Verlauf die Innkreis Autobahn.
Die Antiesen mündet auf etwa 320 m Seehöhe in den Unteren Inn, und zwar zwischen den Ortschaften Mitterding und Bodenhofen in den Rückstau des Inn-Kraftwerks Schärding. Im Bereich ihrer Mündung bildet die Antiesen sowohl die Grenze zwischen den Gemeinden Antiesenhofen und St. Marienkirchen bei Schärding als auch die Grenze der Bezirke Schärding und Ried.
Die Antiesen hat ein Einzugsgebiet von 285,8 Quadratkilometer, und ist damit einer der größten Flüsse des Innviertels.

## Benachbarte Flussgebiete
Das Quellgebiet südlich anschließend entwässert der Redlbach zur Vöckla nach Süden, links grenzen Ach/Waldzeller Ache, Gurtenbach und Hartbach an, rechts Pram – mit etlichen Nebenflüssen – und Todtenmannbach im Mündungsbereich (→ siehe unten).

## Nebenflüsse
In Ort i.I. mündet links die Osternach (von Peterskirchen und Andrichsfurt), in Ried rechts die – als der nur 2,5 km lange Rieder Bach – zusammengeflossenen Oberach (von Pramet über Neuhofen im Innkreis) und Breitsach (von Eberschwang).
Nebenflüsse sind noch der Kretschbach (links bei Aurolzmünster-Forchtenau) und der Senftenbach (links im Areal Schloss Arco-Zinneberg bei St. Martin, der aber auch über einen Mühlbach in den Hartbach/Reichersberger Bach zum Inn umgeleitet wird, zur Antiesen nur Restwasser) Weitere Bäche sind Albrechtshamer Bach (7,6 km²) bei Eberschwang, St. Marienkirchner Bach (5,5 km²) und Eselbach (auch Gem. St. Marienkirchen, 4 km²), von den Nordostausläufern des Hausrucks am Turmberg (750 m) bei Haag am Hausruck.
Die restlichen zahlreichen Nebenbäche bleiben in ihren Einzugsgebieten weit unter 10 km² und strukturieren die typische sanftwellige Hügellandschaft des zentralen Innviertels mit um die 100 bis 200 Höhenmeter Profil.

## Geschichte

### Name
Der Name wird um 800 erstmals als ad Antesnam urkundlich erwähnt. Er ist wohl vorrömisch und wird – wie die nahen Mattig, Oichten oder Ibm – auf keltische Wurzeln zurückgeführt. Möglicherweise liegt die keltische Basis *ando- für 'blind' zugrunde im Sinne von trübes Wasser.

### Veränderung der Mündung

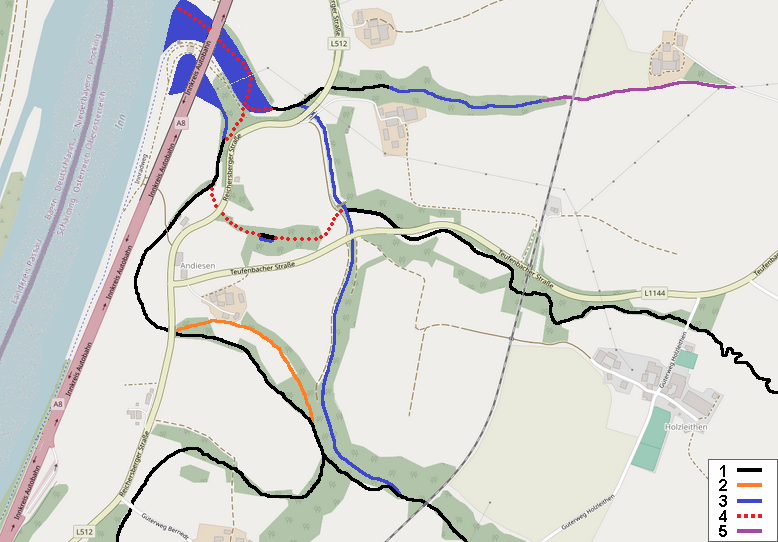
1958 bis 1962 im Zuge des Kraftwerksbaus vorgenommene Veränderungen an den Bachläufen im Bereich der ursprünglichen Mündung der Antiesen.

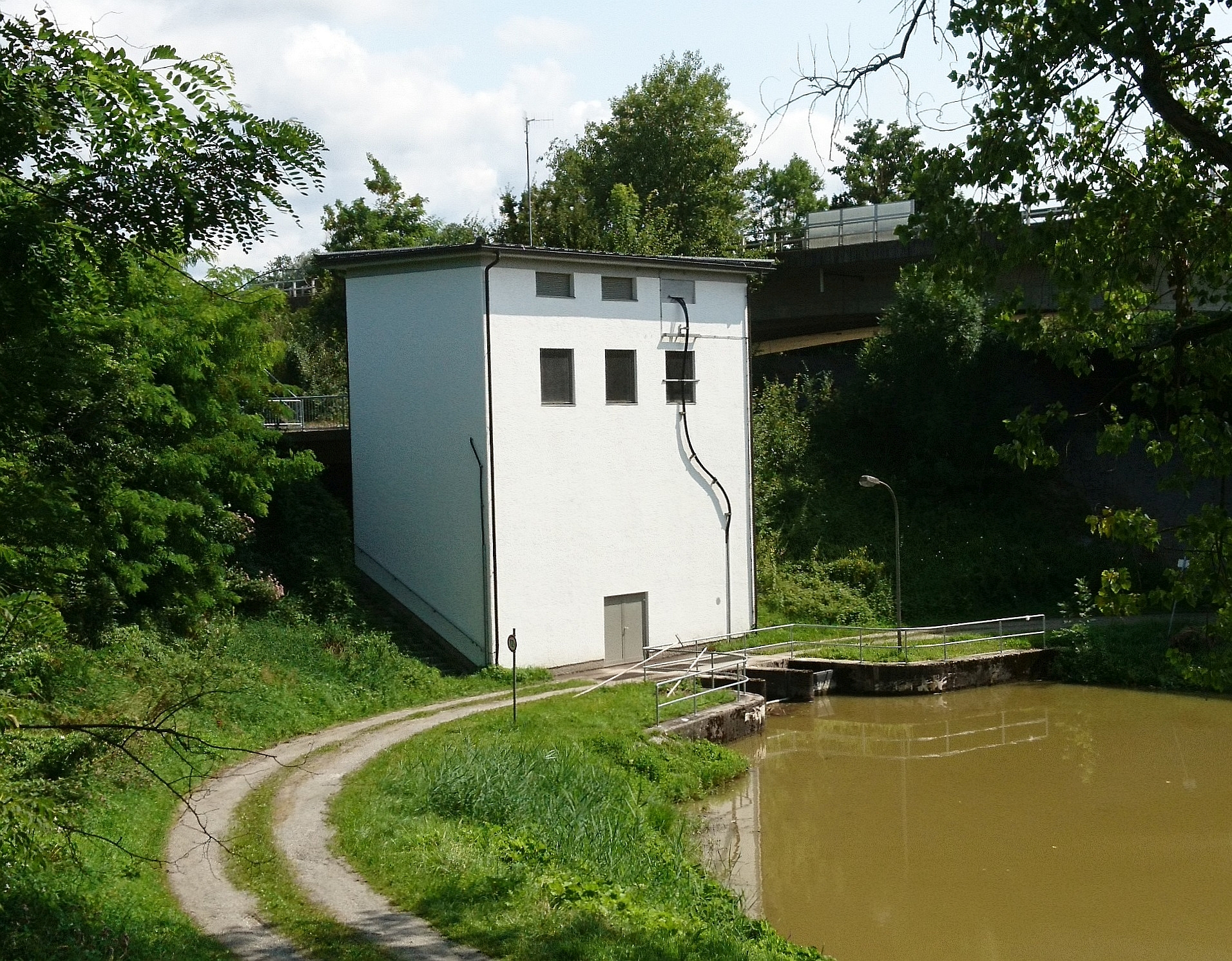
Pumpwerk am „Pumpweiher“ zwischen Gstötten und Andiesen, dahinter die Brücke der Innkreis Autobahn

Die Mündung der Antiesen befand sich ursprünglich etwa zwei Kilometer nordöstlich der heutigen Mündung, und zwar auf dem Gebiet der heutigen Gemeinde St. Marienkirchen bei Schärding im Bereich zwischen den Ortschaften Gstötten und Andiesen. Die heutige Antiesenmündung entstand im Jahre 1612, als der Fluss innaufwärts einen Mergel-Riegel durchbrach und so seinen Lauf verkürzte.
Den früheren Verlauf des Flussbettes der Antiesen zwischen den Ortschaften Bodenhofen und Andiesen markiert heute ab einem Fischteich in Dietrichshofen der Todtenmannbach. Dieser mündet, nach Regulierung im Zuge des Kraftwerksbaus in den Jahren 1958 bis 1962, heute zwischen Gstötten und Andiesen gemeinsam mit dem Holzleitenbach in den Unteren Inn (⊙). Das Areal, auf dem sich bis 1612 die alte Antiesenmündung befand, wurde im Zuge des erwähnten Kraftwerksbaus als Zufluss der oben genannten Bäche in den Inn adaptiert. Es steht noch heute unter Wasser und wird seit Anfang der 1980er Jahre von einer Brücke der Innkreis Autobahn überspannt. Das Wasser einiger anderer Bäche, die aufgrund mangelnden Gefälles nicht direkt in den Inn eingeleitet werden konnten, wurde in einem zwischen Gstötten und Andiesen neu geschaffenen „Pumpweiher“ zusammengefasst, von wo aus es regelmäßig in den Inn gepumpt wird. Mit der Geschichte der Antiesenmündung und der vorchristlichen Besiedelung in der Gegend befasst sich ein Aufsatz von Theodor Ebner (1876–1946), der 2003 neu veröffentlicht wurde.

### Besiedelung
Im Antiesenraum finden sich Relikte der Hallstattkultur, dazu im ehemaligen Mündungsbereich zahlreiche römische Siedlungsreste. Im Mittelalter war der Raum der unteren Antiesen weiterhin besiedelt.

## Natur und Fischbestand
Infolge der intensiven menschlichen Nutzung der Antiesen und ihres gesamten Einzugsgebietes ist der Fischbestand des Flusses gegenüber der natürlichen Situation vor allem im Unterlauf verarmt. Der Aufstau des Inns, in den die Antiesen mündet, durch das Kraftwerk Schärding-Neuhaus wirkt sich ebenfalls negativ auf die Fischartengemeinschaft aus. Der ursprüngliche Fließgewässercharakter des Unterlaufes der Antiesen ist aufgrund des Rückstaues aus dem Inn auf mehreren
Kilometern Länge verloren gegangen und damit ist auch der natürliche Lebensraum der strömungsliebenden Fischarten verschwunden.
Die Antiesen ist nach der Quelle der Forellenregion zuzuordnen. Ab Ried finden sich auch Fische der Äschenregion, später der Barbenregion. Der Mündungsbereich gehört zur Brachsenregion.
Typische Fische sind Bach- und Regenbogenforelle, Aitel, Barbe, Nase und weitere Weißfische. 2007 konnten im Rahmen der Erstellung des „Wehrkataster der Antiesen und ihrer Zubringer“ in der Antiesen und ihren Zuflüssen 24 Fischarten nachgewiesen werden. Die beiden häufigsten damals festgestellten Arten, Bachforelle und Koppe, traten in fast 90 % der untersuchten Probestrecken auf. Sie besiedeln fast die gesamte Antiesen von der Quellregion bis etwa Hübing.
Der Mündungsbereich in den Unteren Inn eines der wichtigsten Naturschutzgebiete Österreichs (Naturschutz- und Europaschutzgebiet, Europareservat, Ramsarschutzgebiet und Important Bird Area), die Antiesen bildet seine Nordgrenze.

## Kraftwerke
An der Antiesen befinden sich mehrere Laufwasserkraftwerke, von denen die Anlagen in Hinternberg und Hübing die größten sind. Die E-Werke Hinternberg und Hübing wurden beide 1920 durch das lokale Energieversorgungsunternehmen „Überlandwerke Antiesenhofen“ errichtet und befinden sich, nach mehreren Besitzerwechseln, heute im Besitz der Energie AG Oberösterreich Kraftwerke GmbH. (Siehe auch: Liste von Wasserkraftwerken in Oberösterreich)

### E-Werk Bruckmühle

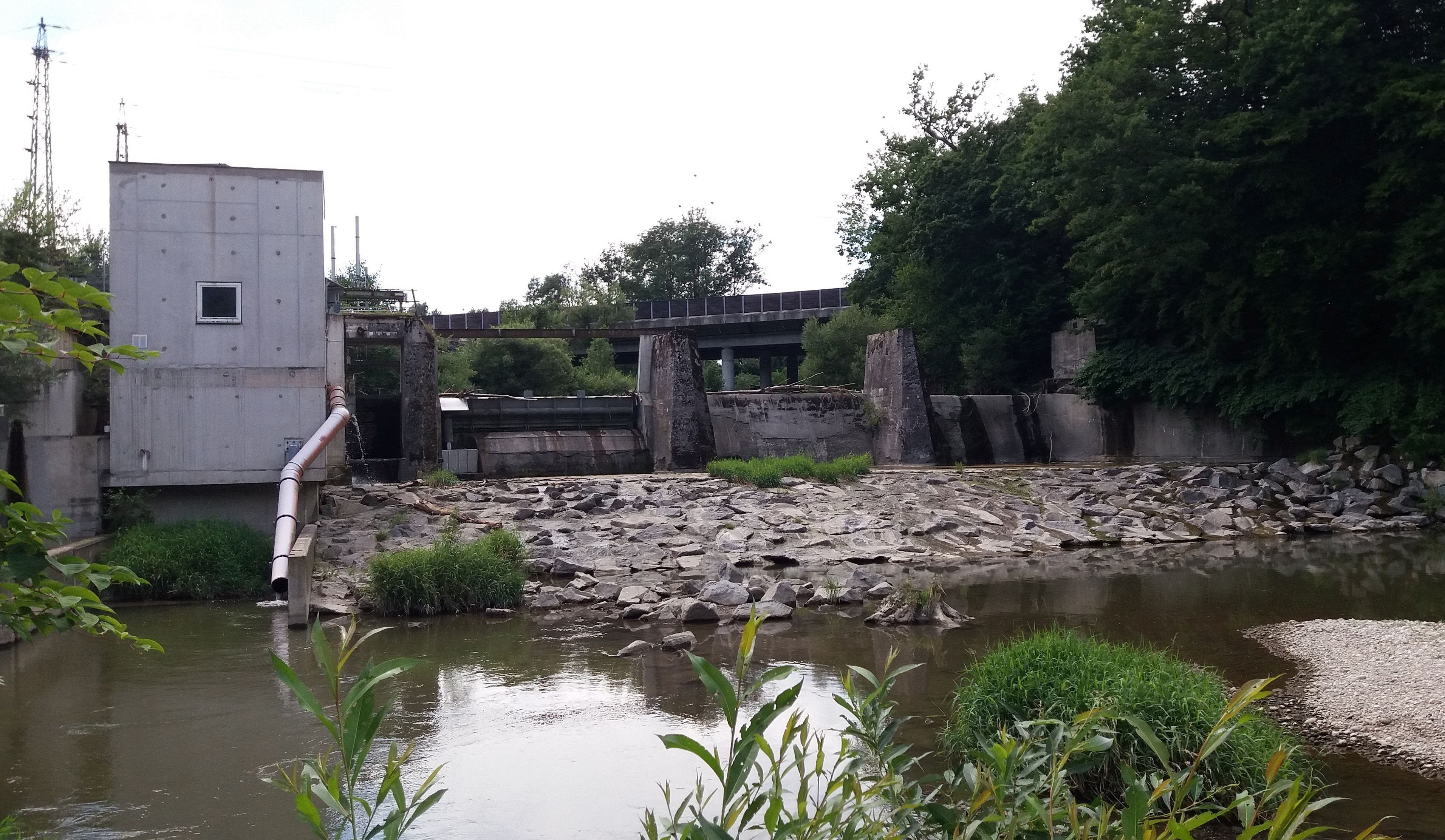
Kraftwerk Bruckmühle mit teilweise demontierter Brücke, dahinter die Innkreis Autobahn, 2022

Das Kraftwerk unweit des Ortskerns von Antiesenhofen liegt an der Hackledt-Bezirksstraße an einer Flussschleife der Antiesen, wo das Gewässer zweimal von der Innkreis Autobahn überquert wird. Die heutige Anlage „Bruckmühle Jodlbauer“ geht auf die alte „Schätzmühle“ mit Sägewerk zurück, wobei das Wehr ursprünglich auch eine Fahrbahn auf Pfeilern trug, doch wurde diese Brücke inzwischen bis auf die Pfeiler demontiert. 1993 wurde die Kraftwerksanlage umgebaut und automatisiert, seither wurde auf dem Areal der „Schätzmühle“ unmittelbar neben dem Wasserkraftwerk auch ein Biomasse-Nahwärmekraftwerk errichtet, das ebenfalls von der Betreibergesellschaft „Nahwärme Antiesenhofen“ geführt wird. Durch die Biomasse-Nahwärmeversorgung, dem Wasserkraftwerk Bruckmühle und dem Deponiegas-Bioheizkraftwerk wird die Gemeinde Antiesenhofen zu 70 Prozent aus erneuerbarer Energie versorgt.

### E-Werk Hinternberg

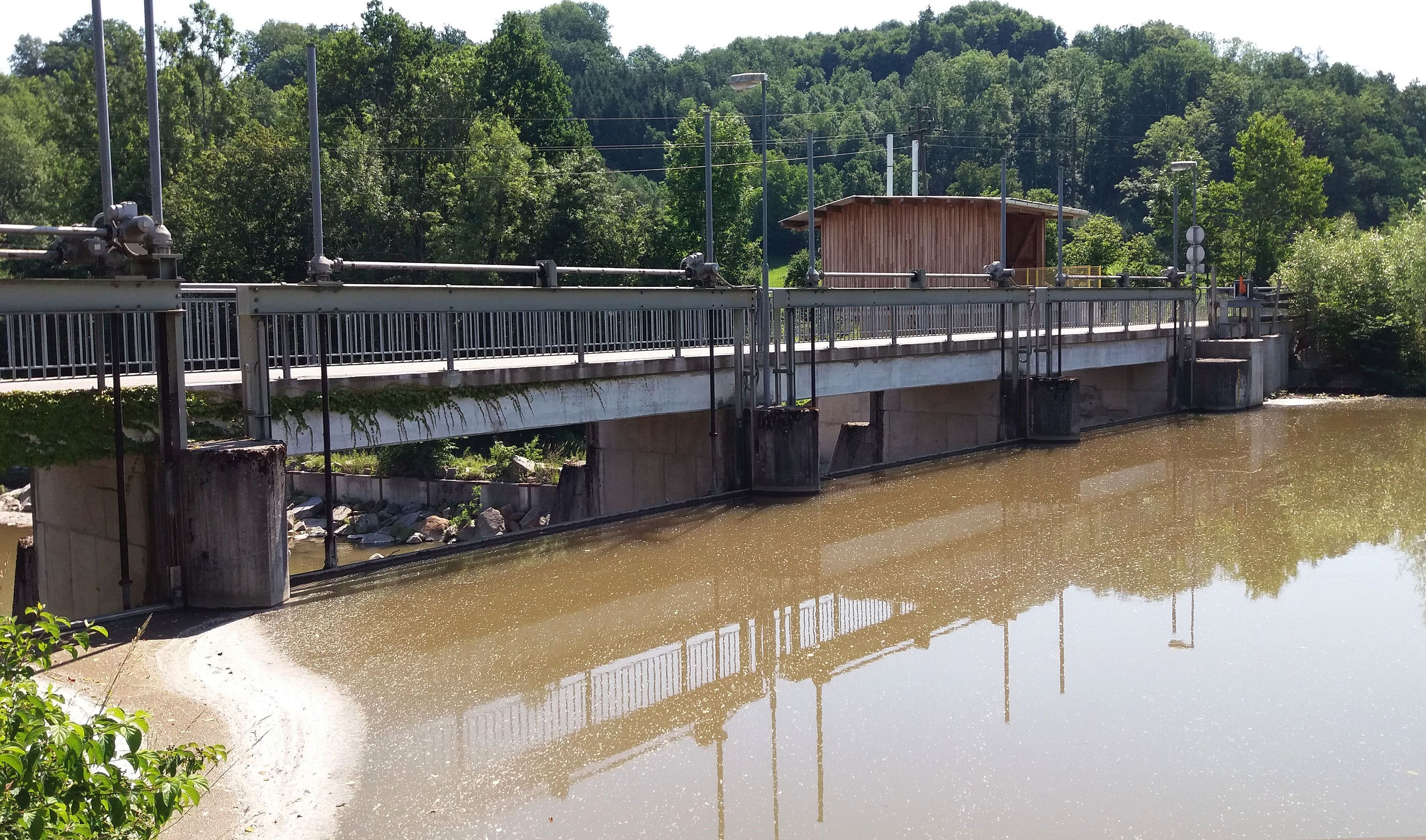
Kraftwerk Hinternberg, 2022

Die Fallhöhe des Kraftwerks Hinternberg, ebenfalls gelegen unweit des Ortskerns von Antiesenhofen, beträgt 5,8 m. Seit 2005 ist es mit einer Durchströmturbine und seit 1993 mit einem Asynchrongenerator mit einer Wirkleistung von 250 kW ausgestattet, das Regelarbeitsvermögen beträgt 920 MWh/Jahr. 2018 wurde als Organismenwanderhilfe eine Fischaufstiegschnecke eingebaut.

### E-Werk Hübing

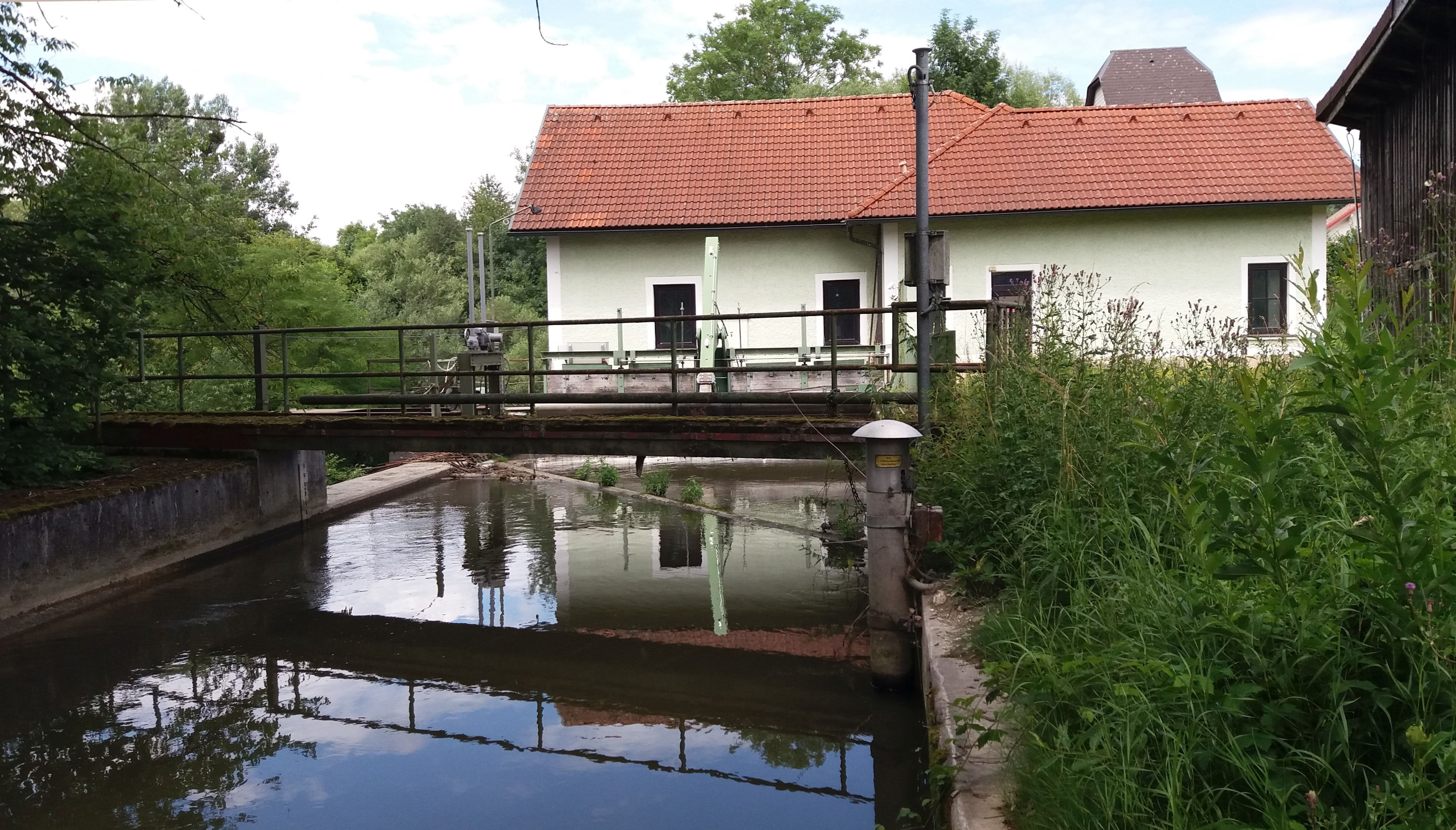
Kraftwerk Hübing, 2022

Die Fallhöhe des Kraftwerks Hübing, gelegen zwischen Antiesenhofen und Ort im Innkreis, beträgt 6,85 m. Seit seiner grundlegenden Modernisierung 1999 ist es mit zwei Francis-Schachtturbinen mit horizontaler Welle und zwei Asynchrongeneratoren mit einer Wirkleistung von 110 kW ausgestattet, das Regelarbeitsvermögen beträgt 1000 MWh/Jahr.

### E-Werk Ort im Innkreis

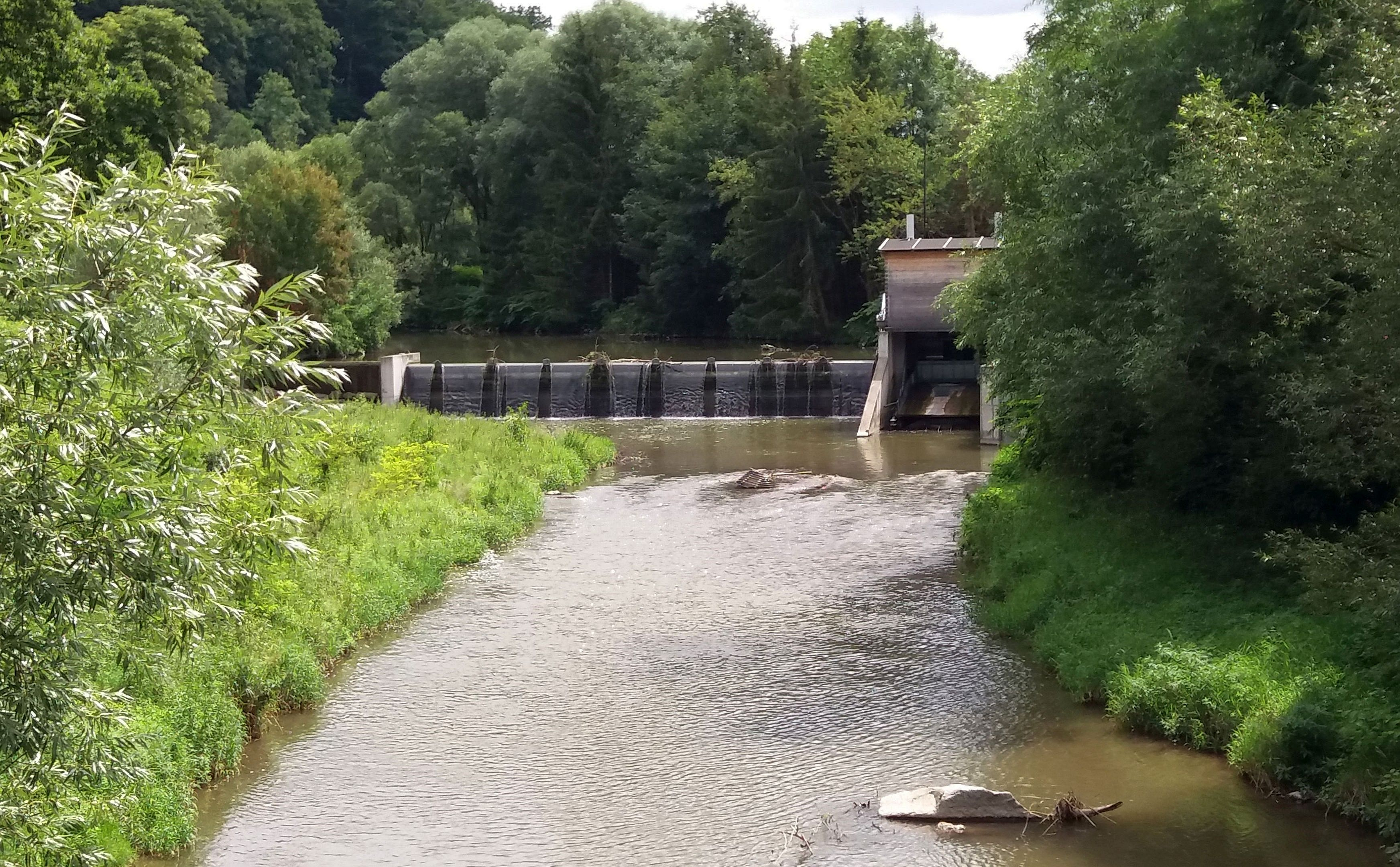
Kraftwerk Ort im Innkreis, 2022

Das im Gemeindegebiet von Ort im Innkreis nahe der Kläranlage des „Reinhalteverbandes Mittlere Antiesen“ gelegene Kraftwerk erinnert in Lage und Aussehen an das E-Werk Hinternberg, wurde allerdings erst nach 2015 errichtet und ist aufgrund der wesentlich geringeren Fallhöhe auch wesentlich kleiner dimensioniert.

### E-Werk Kammer

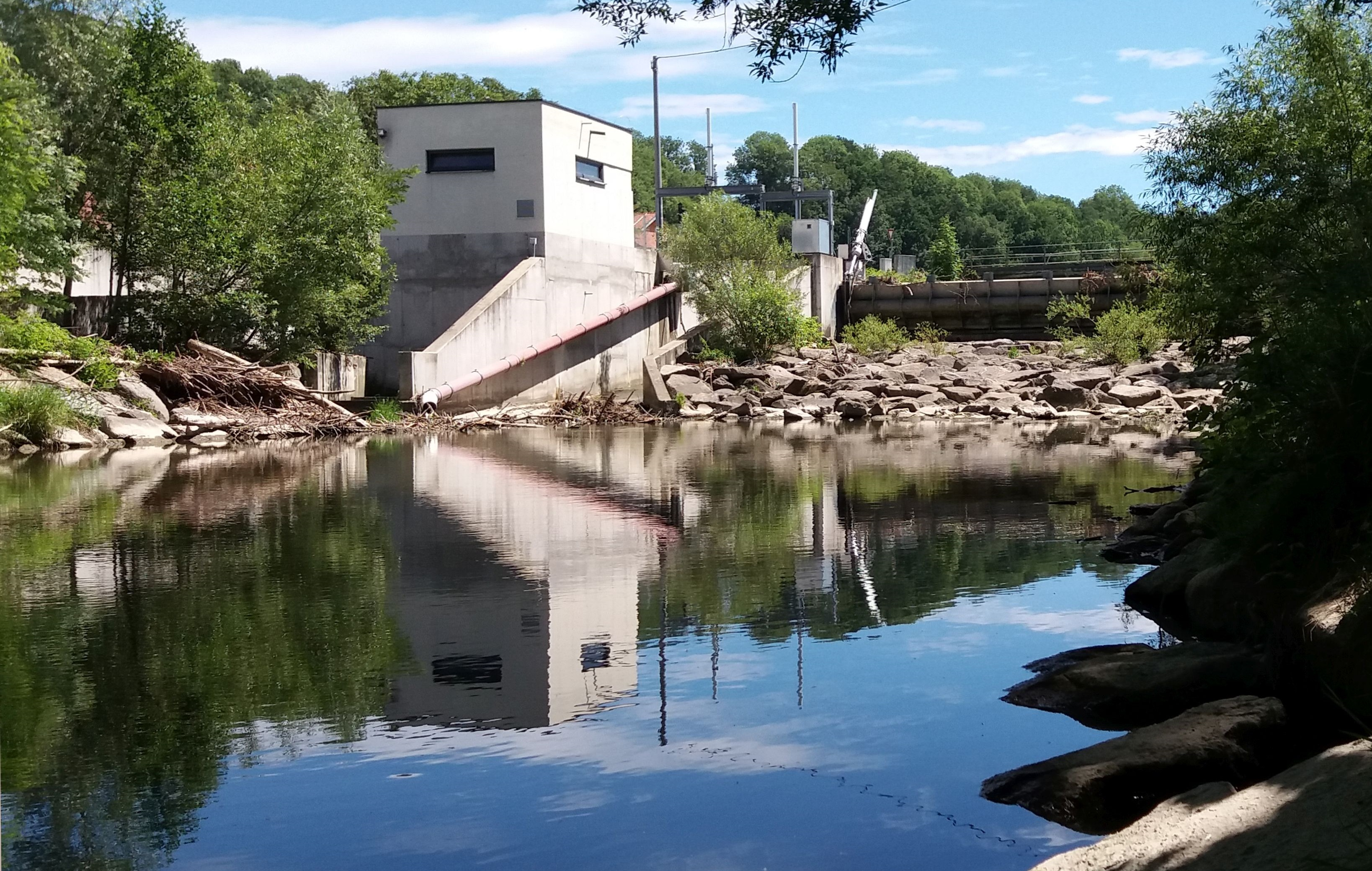
Kraftwerk Kammer

Das in der Ortschaft Kammer der Gemeinde Ort im Innkreis  zwischen der Hausruck-Bundesstraße (B143) und dem Festivalgelände des „Woodstock der Blasmusik“ gelegene Kraftwerk entspricht dem derzeit (2021) neuesten technischen Stand und wird privat betrieben.

### E-Werk Graf Arco

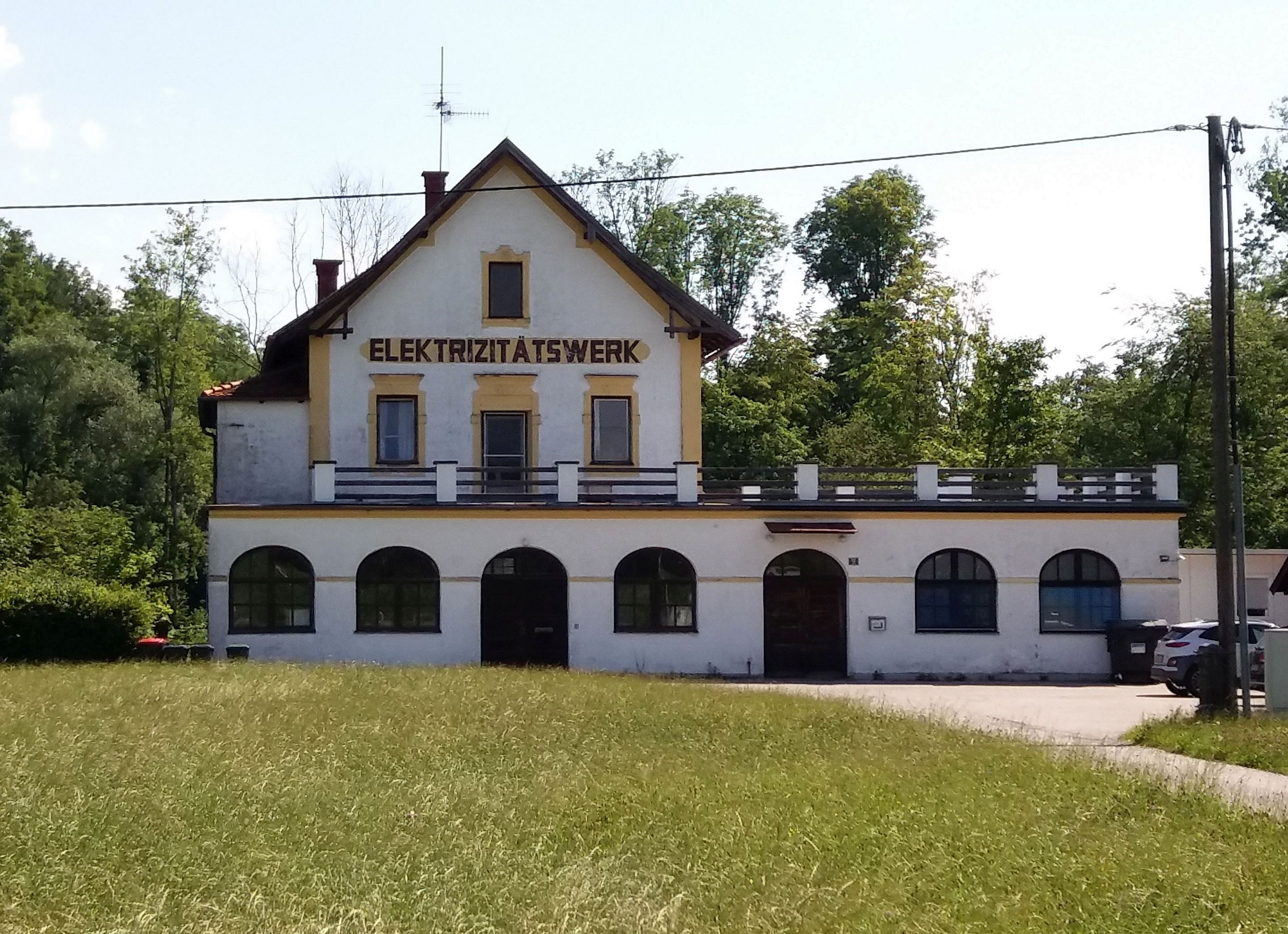
Elektrizitätswerk Graf Arco, 2022

Die Anlagen des seinerzeit für die Versorgung des Schlosses St. Martin und seiner Nebengebäude errichteten kleinen „Elektrizitätswerks Graf Arco“ befinden sich in der Ortschaft Hofing der Gemeinde St. Martin im Innkreis. Das regulierte Flussbett der Antiesen ist an der Wehrstufe etwa 10 m breit, das Betriebsgebäude des Kraftwerks ist von der Hausruck-Bundesstraße (B143) aus sichtbar.

### E-Werk Haging

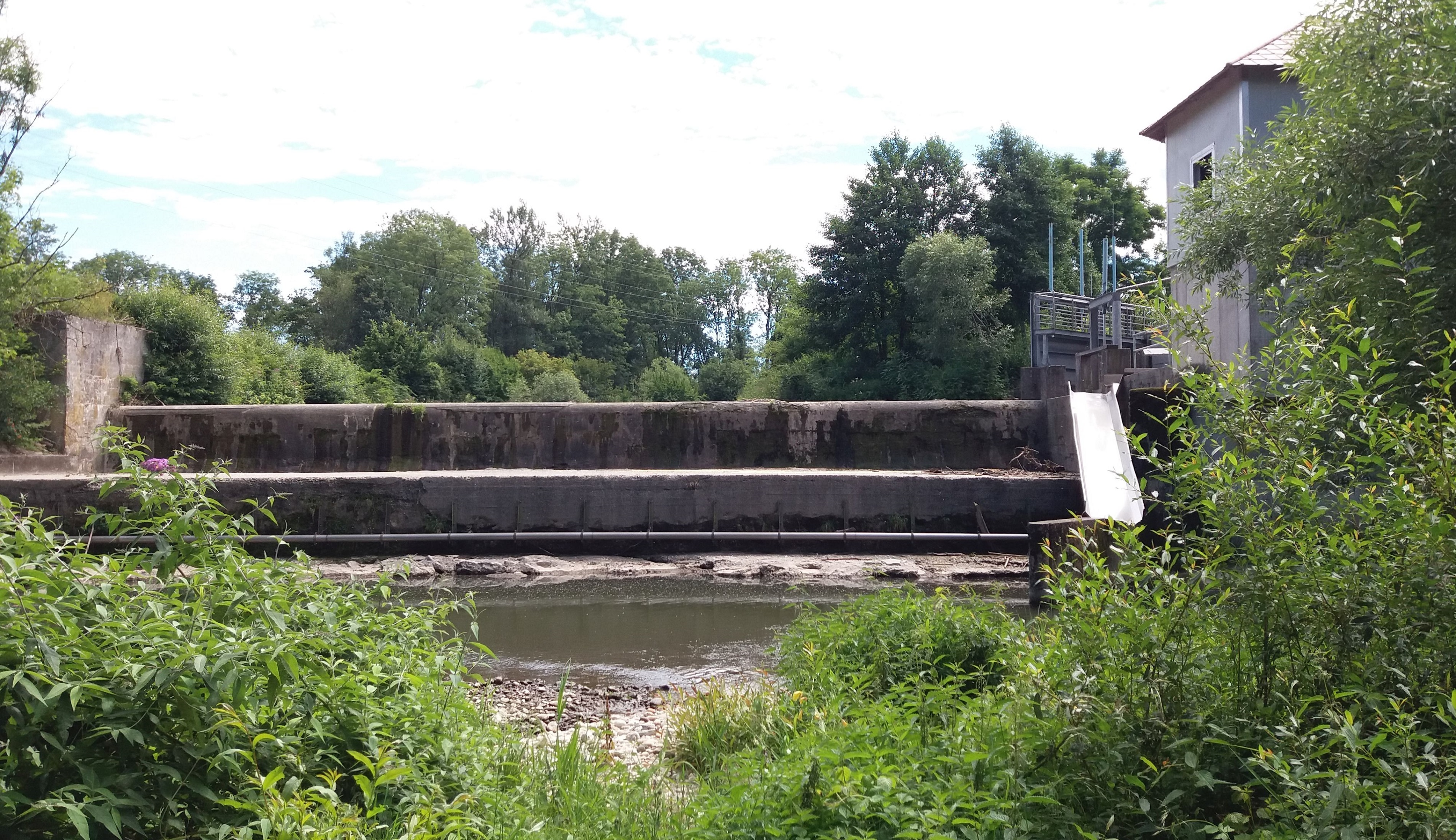
Kraftwerk Haging

Das in der Antiesen zwischen der Ortschaft Haging der Gemeinde Utzenaich und der Ortschaft Forchtenau der Gemeinde Aurolzmünster gelegene Wasserkraftwerk wurde 2005 an das bereits bestehende ältere Betonwehr angebaut. Es verfügt über eine Kaplanturbine.